# Horst Weber (Maler)
Horst Weber (* 21. Januar 1932 in Olbersdorf; † 5. Februar 1999 in Dresden) war ein deutscher Maler und Grafiker.

## Biografie
Horst Weber absolvierte von 1947 bis 1950 eine Lehre als Dekorationsmaler und Schriftmaler. Von 1952 bis 1957 studierte er an der Hochschule für Bildende Künste Dresden bei Erich Fraaß, Max Erich Nicola, Hans Christoph und Heinz Lohmar. Ab 1957 war er in Dresden als freischaffender Künstler tätig. Von 1976 bis zur Auflösung der Abteilung Abendstudium im Jahr 1992 war er Lehrbeauftragter an der Hochschule für Bildende Künste Dresden, seit 1986 in der Malklasse der Abendschule.
Sein malerisches Werk ist geprägt von expressiver Farbigkeit und orientiert sich an den Malern des deutschen Expressionismus und der klassischen Moderne. Mit den Künstlerkollegen Claus Weidensdorfer, Manfred Schubert, Fritz Skade und Günter Tiedeken gründete er im September 1963 ein „Aktiv bildender Künstler des Stadtbezirks Dresden-Ost“, mit der Absicht, den Oberlichtsaal im Ateliergebäude des spätromantischen Malers Eduard Leonhardi für Ausstellungen zu nutzen. Daraus ging das Leonhardi-Museum hervor, eine in der DDR ungewöhnliche Form eines von Künstlern selbst verwalteten Ausstellungsraums. In seinem Selbstverständnis als bekennender Christ hielt Weber Abstand zur offiziellen Kulturpolitik der DDR.

## Museen und öffentliche Sammlungen mit Werken Webers (unvollständig)
- Beeskow: Kunstarchiv Beeskow
- Dresden: Galerie Neue Meister[2]
- Dresden: Kupferstichkabinett[2]
- Dresden: Kunstfonds des Freistaats Sachsen[2]
- Senftenberg: Kunstsammlung Lausitz im Schloss Senftenberg
- Stendal: Winckelmann-Museum[3]

## Ausstellungen (unvollständig)

### Einzelausstellungen
- 1964: Leonhardi-Museum, Dresden
- 1976: Glockenspielpavillon des Zwingers, Dresden
- 1978: Klubgalerie, Magdeburg
- 1978: Kreuzkirche, Dresden („Horst Weber: Arbeiten zu biblischen Themen“)
- 1980: Galerie West, Dresden
- 1982: Galerie Mitte, Dresden
- 1986: Kunstausstellung Kühl, Dresden
- 1990: Galerie Mitte, Dresden
- 1992: Kreuzkirche, Dresden
- 1997: Kreuzkirche, Dresden
- 1998: Kunstsammlung Lausitz, Schloss Senftenberg

#### Postum
- 2000: Galerie Finkbein, Gotha[4]
- 2012: Städtische Museen Zittau[5]

### Teilnahme an zentralen und wichtigen regionalen Ausstellungen in der DDR
- 1960: Dresden, Albertinum („Junge Künstler“)
- 1972, 1974, 1979 und 1985: Dresden, Bezirkskunstausstellungen
- 1978: Leipzig, Galerie am Sachsenplatz („Collagen, Montagen, Frottagen von Künstlern der DDR“)
- 1985: Dresden, Albertinum („Bekenntnis und Verpflichtung“)
- 1986: Cottbus („Soldaten des Volkes - dem Frieden verpflichtet. Kunstausstellung zum 30. Jahrestag der Nationalen Volksarmee“)